# 32 (szám)
A 32 (római számmal: XXXII) egy természetes szám, a 2 ötödik hatványa.

## A szám a matematikában
A tízes számrendszerbeli 32-es a kettes számrendszerben 100000, a nyolcas számrendszerben 40, a tizenhatos számrendszerben 20 alakban írható fel.
A 32 páros szám, összetett szám, prímhatvány, kettőhatvány. Kanonikus alakban a 25 hatvánnyal, normálalakban a 3,2 · 101 szorzattal írható fel. Hat osztója van a természetes számok halmazán, ezek növekvő sorrendben: 1, 2, 4, 8, 16 és 32.
Leyland-szám, tehát felírható {\displaystyle x^{y}+y^{x}} alakban. Boldog szám.
A 32 a legkisebb n szám, amire épp 7 megoldása van a φ(x) = n egyenletnek.
Két szám valódiosztó-összegeként áll elő, ezek az 58 és a 961.
A 32-es szám több pitagoraszi számhármasban szerepel, ilyenek a (32; 60; 68), a (32; 126; 130), valamint a (24; 32; 40) hármasok.
Az első 32 pozitív egész szám összege (vagyis a 32. háromszögszám) 528, e 32 szám szorzata (azaz a 32 faktoriálisa): 32! = 2,63130836933694 · 1035.
A 32 négyzete 1024, köbe 32 768, négyzetgyöke 5,65685, köbgyöke 3,1748, reciproka 0,03125. A 32 egység sugarú kör kerülete 201,06193 egység, területe 3216,99088 területegység; a 32 egység sugarú gömb térfogata 137 258,27743 térfogategység.
A 32 helyen az Euler-függvény helyettesítési értéke 16, a Möbius-függvényé 0, a Mertens-függvényé −4.

## Informatikában
32 bites architektúra

## A szám mint sorszám, jelzés
A periódusos rendszer 32. eleme a germánium.

## Kulturális vonatkozások
A buddhizmus szerint a nagyszerű embernek 32 jellemzője (lakshana) van.
A Száz év magányban „Aureliano Buendía ezredes harminckét fegyveres felkelést szervezett, és harminckétszer szenvedett vereséget”.
Harminckét nevem volt a címe az 1972-es Ságvári Endre-emlékfilmnek.
Majlandban a nóta szerint 32 (templom)torony látszik, ellentétben Nagyabonnyal, ahol csak kettő.
Budapest háziezrede az első világháborúig a 32. gyalogezred volt, ma tér neve is őrzi a harminckettesek emlékét.
A Luxemburgi Zsigmond elleni Hédervári Kont István-féle összeesküvés miatt 32 nemest végeztek ki.
József Attila Születésnapomra című verse így kezdődik: „Harminckét éves lettem én”.
Embernél a maradó fogak száma 32.
A sakkot összesen 32 bábuval játsszák.
A lat a font harmincketted része, azaz 1,75 dkg.
A magyar kártyának 32 lapja van, ezért viccesen hívják harminckét levelű bibliának is.